# Oostenburgervoorstraat
De Oostenburgervoorstraat is een straat op Oostenburg, de Oostelijke Eilanden in Amsterdam-Centrum. 
Ze liep van de Oostenburgergracht tot aan de Dijksgracht. De straat kreeg eerst de naam Oostenburger Voorstraat met haar parallelstraten Oostenburger Middenstraat en Oostenburger Achterstraat. Die twee straten verdwenen bij de bouw van fabrieken voor Werkspoor etc. en sanering van de wijk. Wel kwam de Oostenburgermiddenstraat in de 21e eeuw terug, niet parallel meer aan de Oostenburgervoorstraat maar in het verlengde daarvan. De beide straten worden met elkaar verbonden door de Werkspoorbrug. De lengte van de Oostenburgervoorstraat werd toen gehalveerd.
De recente geschiedenis van de straat begint begin 19e eeuw. Er zijn bedrijven en woningen aan de straat gebouwd. Eind 19e eeuw komen er steeds meer woningen om de fabrieksarbeiders te huisvesten, er werd snel gebouwd, de zogenaamde revolutiebouw. Aan het begin van de straat zaten nog een tijdlang de firma Wiener en Co, een apparatenfabriek en de scheepswerf Huygens en Van Gelder. In de loop van de 20e eeuw verdwenen ook al weer de eerste panden. In de jaren zeventig van de 20 eeuw werd geconstateerd dat het overgebleven gedeelte aanmerkelijk verkrot was. De woningen hadden de tand des tijds niet doorstaan en waren toe aan grondige renovatie of sloop. Aan de even kant verdween een groot deel van de straat en er kwam nieuwbouw. Aan de oneven kant werd het uit haar voegen gegroeide complex van Wiener in 2003 nog uitgeroepen tot gemeentelijk monument. Men kon echter niets aanvangen met de gebouwen en een tiental jaren later gingen alle fabriekshallen en kantoren van Wiener tegen de vlakte; er kwam woningbouw voor in de plaats aan Oostenburgervoorstraat 1-55 onder de naam Wiener en Co. 
Op de huisnummers Oostenburgervoorstraat 57, 59-61 en 79 staat nog wel de originele bebouwing, de laatste twee wel vallend onder de regeling van gemeentelijk monument. Tussen de huisnummer 55 en 57, dus tussen nieuw- en oudbouw, bevindt zich de nieuw aangelegde dwarsstraat Touwbaan.